# Maackia tenuifolia
Maackia tenuifolia är en ärtväxtart som först beskrevs av William Botting Hemsley, och fick sitt nu gällande namn av Hand.-mazz. Maackia tenuifolia ingår i släktet Maackia och familjen ärtväxter. Inga underarter finns listade i Catalogue of Life.